# Gateway to Tomorrow
『Gateway to Tomorrow』（ゲートウェイ・トゥ・トゥモロー）は、日本の歌手・長瀬実夕が2007年11月21日にCAMエンタテインメントから発売した1枚目のオリジナルアルバムである。

## 内容
ソロとしては初にして唯一のアルバム作品。音楽プロデューサーに本間昭光を迎えて制作された。
ZONEの活動と並行してSony Recordsから発売された「Just 4 your Luv」「snowy love」の2作は未収録で、シングルはCAMエンタテインメントに移籍後の「Key〜夢から覚めて〜」のみ収録されている。

## 収録曲
| 全作詞: 長瀬実夕。 |                                                |           |            |          |      |
| #                  | タイトル                                       | 作詞      | 作曲       | 編曲     | 時間 |
| 1.                 | 「Key〜夢から覚めて〜」(1stシングルの表題曲。) | 長瀬実夕  | 宮永治郎   | 本間昭光 | 4:37 |
| 2.                 | 「GAME」                                       | 長瀬実夕  | BOUNCEBACK | 本間昭光 | 3:36 |
| 3.                 | 「Days」                                       | 長瀬実夕  | 山崎努     | 本間昭光 | 3:38 |
| 4.                 | 「free」                                       | 長瀬実夕  | 長瀬実夕   | 中村太知 | 4:32 |
| 5.                 | 「素直になれずに」                             | 長瀬実夕  | 飯岡隆志   | 中村太知 | 5:12 |
| 6.                 | 「winter memories」                            | 長瀬実夕  | BOUNCEBACK | 中村太知 | 4:08 |
| 7.                 | 「futari」                                     | 長瀬実夕  | 飯岡隆志   | 中村太知 | 4:15 |
| 8.                 | 「with U」                                     | 長瀬実夕  | 長瀬実夕   | 中村太知 | 4:53 |
| 9.                 | 「涙の彼方」                                   | 長瀬実夕  | ヒロイズム | 本間昭光 | 4:24 |
| 10.                | 「promising」                                  | 長瀬実夕  | BOUNCEBACK | 中村太知 | 3:55 |
| 11.                | 「光さす場所」                                 | 長瀬実夕  | ヒロイズム | 本間昭光 | 4:26 |
| 合計時間:          | 合計時間:                                      | 合計時間: | 合計時間:  | 47:36    |      |

## タイアップ
- フジテレビ系列スポーツ中継番組『第23回東日本女子駅伝』応援ソング (#2)